# محكمة براءات الاختراع
محكمة براءات الاختراع هي محكمة متخصصة في قانون براءات الاختراع، أو تتمتع قضاء (تقسيم إداري) حصرية إلى حد كبير على قضايا قانون براءات الاختراع. وفي بعض الأنظمة، تتمتع هذه المحاكم بالاختصاص القضائي على مجالات أخرى من قانون الملكية الفكرية، مثل حقوق الطبع والنشر والعلامات التجارية.

## حسب الاختصاص

### الاتحاد الأوروبي
- المحكمة الموحدة للبراءات، محكمة لتسوية دعاوى براءات الاختراع في الاتحاد الأوروبي

### ألمانيا
- المحكمة الاتحادية للبراءات في ألمانيا

### اليابان
- المحكمة العليا للملكية الفكرية

### سويسرا
- المحكمة الفيدرالية للبراءات في سويسرا

### المملكة المتحدة

#### إنجلترا وويلز
- محكمة مؤسسات الملكية الفكرية، المعروفة سابقًا باسم محكمة براءات الاختراع في المقاطعات
- محكمة براءات الاختراع

### الولايات المتحدة
- محكمة الاستئناف الأمريكية للدائرة الفيدرالية (تمارس الاختصاص الذي كان سابقًا منوطًا بمحكمة الجمارك واستئناف براءات الاختراع الأمريكية)